# Bagré (departamento)
Bagré é um departamento ou comuna da província de Boulgou no Burkina Faso. A sua capital é a cidade de Bagré.
Em 1 de julho de 2018 tinha uma população estimada em 44236 habitantes.